# La era de la boludez
La era de la boludez es el tercer álbum de estudio editado por la banda de rock argentina Divididos, lanzado en el mes de septiembre del año 1993 por la discográfica PolyGram. Para esta ocasión, la banda está formada por el guitarrista y cantante Ricardo Mollo, el bajista Diego Arnedo y el baterista Federico Gil Solá. El disco cuenta con canciones como "Qué ves?" y la versión de "El arriero", de Atahualpa Yupanqui, que se han transformado en clásicos del rock nacional en Argentina. 
Gracias a este álbum, Divididos lograría, además de forjar su sonido compacto y genuino, alcanzar el reconocimiento generalizado de parte del mundo del rock en Argentina. Además del éxito conseguido, el disco también aporta una mirada cruda en el pasar de un país, que por aquel entonces llevaba casi una década de democracia y casi un lustro bajo la frivolidad de la era menemista. Mezclado en Estados Unidos y con Gustavo Santaolalla como director artístico y productor “la aplanadora del rock” alcanzaría su punto máximo en su tercer material. Está considerado el séptimo mejor álbum en la lista de los 100 mejores álbumes del rock nacional argentino de la revista Rolling Stone.

## Grabación y lanzamiento
En La era de la boludez, la banda asoman el folclore distorsionado, Atahualpa y los Beatles, el funk, el reggae, Latinoamérica, Galeano, los indios, humor y verdades. En el tercero en cuestión existen momentos fuertes como “Salir a comprar”, “Rasputín” y “Paisano de Hurlingham”, necesarios para complementar al repertorio con una mirada cruda en el pasar de un país, que por aquel entonces llevaba casi una década de democracia y casi un lustro bajo la presidencia de Carlos Saúl Menem. “Salir a comprar” muestra la frivolidad menemista sin rodeos bajo un funk criollo imparable y virtuoso que da pie al hit del disco.
Desde el comienzo el sonido demoledor del trío comienza a tomar la escena con “Salir a asustar”, “Salir a comprar” y una recordada versión roquera de “El arriero” de Atahualpa Yupanqui. Sobre esta última Ricardo Mollo declaró en una entrevista: “Estábamos haciendo un blues como si fuera Led Zeppelin haciendo un blues y en un momento había que ponerle una letra y se me ocurrió cantar “El arriero”, broto la letra de Yupanqui y ahí quedó”.
“Qué ves?” canción de notable tratamiento: especie de reggae duro en cuanto a la guitarra, mientras la base foguea hacia el folclore. Tornándose andina (por momentos) aportando hipnotismo gracias a la utilización del sonido del charango, que se suma para la segunda estrofa y que únicamente cesa en la coda del tema: la que se reparte entre el malambo y el vuelo guitarrístico de Ricardo Mollo. El trabajo de las voces es sutil y preciso: justo cuando callan la batería y el bajo luego de la coda. “Qué ves?” sonó tanto en las radios por aquellos años que el grupo llegó a cansarse de su propio tema y no lo tocaron en vivo por muchos años.
Poco antes de la mitad del disco dispersan con el instrumental “Pestaña de camello”, con el sonar del sitar transformándose en la intro de “Rasputin/Hey Jude”: un rock de alto volumen. El rock violento tiene algo más de lugar gracias a “Rasputín/Hey Jude” (enganchando en el final del tema el clásico de The Beatles) y “Paisano de Hurlingham”, otro obligado a la hora de resaltar las virtudes de este trabajo.
El contrabajo y el slide guitar son protagonistas en “Dame un limón” junto a la trompeta con sordina, el trombón y el humor agrio de la resaca, que se mezclan junto a los tubos a cargo del gurú Santaolalla. “Cristófolo Cacarnu” e “Indio dejá el mezcal” marcan puntualmente el contacto con el reggae y la psicodelia. Una esencia de raíz abarca el sonido del álbum, demostrado sin vueltas (pero eléctricamente) en la genial y ácida “Ortega y gases” y en la chacarera “Huelga de amores”, inspirada en lecturas a Eduardo Galeano. La experimental y humorística “Tajo C” pasa revista y presenta el final: “Pestaña de camello (reprise)" donde resuenan variaciones de algunos momentos del disco y llaman a la imaginación, siendo este el tema más experimental del disco con el sonido del sitar en primer plano.
El trabajo de producción estuvo a cargo de Gustavo Santaolalla y Aníbal Kerpel que como productores asociados lograron un contundente todo de canciones. El toque de Federico Gil Solá le proporcionó un condimento distinto, que coincide con la explosión de la banda que llenó trece veces el estadio Obras en 1993.

## Recepción
Con el disco anterior, Acariciando lo áspero (1991), la dupla Ricardo Mollo-Diego Arnedo había dejado atrás el fantasma de Sumo, estableciendo su sonido y su personalidad. 

El álbum, además de la solidez instrumental del trío, demostraba su viabilidad comercial, con excelentes ventas y hits como “El 38” y “Ala delta”. El ingreso de Federico Gil Solá en la batería (un argentino que había vivido quince años en San Francisco) fue fundamental para su consolidación, ya que aportó la potencia de un intérprete fogueado en el Primer Mundo, así como una apreciación ―que suele aparecer con la distancia― de la música nacional. Para su tercer álbum, el trío se alió al productor Gustavo Santaolalla, que obró como catalizador de su talento, dando origen a una de las obras más profundas e impactantes del rock latino de los años noventa: La era de la boludez, un título que definía el falso esplendor de la era menemista. 
El grupo ya venía ensayando con éxito su particular amalgama de rock, funk y post punk, pero lo que aparece con fuerza aquí es la influencia del folclore, que había comenzado a insinuarse en el disco anterior con “Haciendo cola para nacer”, suerte de baguala de voz y bombo. 
Santaolalla, pionero de la integración entre rock y música autóctona con Arco Iris, estimuló esta tendencia, alentado por Gil Solá y también Arnedo (cuyo padre fue el prestigioso folclorista Arnedo Gallo). Esta apertura dio origen a temas como “Ortega y Gases”, especie de chacarera con un trabajo descollante de Arnedo en el bajo, “Huelga de amores” y “Que ves?”, principal hit del álbum, en el que el grupo superpone un reggae con ritmo de 6x8, dando origen al “chaca-reggae” (con una notable intervención de Santaolalla en charango). 
La propuesta alcanza un pico de alto poder emotivo con la versión de “El arriero”, clásico de Atahualpa Yupanqui transformado en una especie de blues hendrixiano por una interpretación memorable de Mollo, que canta en forma desgarradora y ofrece dos de sus mejores solos de guitarra registrados en el disco. 
La potencia de Divididos está en temas con ingredientes funk como “Salir a asustar” y “Salir a comprar”, y en el empuje rocker de “Rasputín” y “Paisano de Hurlingham”. El grupo también deja aparecer su faceta experimental en “Tajo C”, el instrumental “Pestaña de camello” (Mollo utiliza su guitarra a la manera de un sitar) y en la jam psicodélica de “Indio, dejá el mezcal”. 
La participación de invitados como Bruce Fowler –ex Zappa- en trombón (“Dame un limón"), y el coproductor Aníbal Kerpel en vibráfono y Hammond contribuyen a realzar la variedad. 

La grabación en los estudios Cam-Am de Los Angeles, con el famoso ingeniero Tony Peluso, consigue transmitir con un sonido cálido y analógico todo el rango y dimensión de la música del trío.
Nota de la Rolling Stone de los 100 mejores discos del rock nacional.

## Lista de canciones
Todas las canciones compuestas por Ricardo Mollo, Diego Arnedo y Federico Gil Solá excepto las señaladas.

| N.º   | Título                                                                      | Duración |  |
| 1.    | «Salir a Asustar»                                                           | 3:20     |  |
| 2.    | «Ortega y Gases» (Mollo, Arnedo, Gil Solá, Néstor Morales)                  | 2:32     |  |
| 3.    | «El Arriero» (Atahualpa Yupanqui cover)                                     | 6:38     |  |
| 4.    | «Salir a Comprar»                                                           | 4:38     |  |
| 5.    | «Qué Ves?»                                                                  | 5:13     |  |
| 6.    | «Pestaña De Camello»                                                        | 1:27     |  |
| 7.    | «Rasputín/Hey Jude» (Mollo, Arnedo, Gil Solá / John Lennon, Paul McCartney) | 3:54     |  |
| 8.    | «Dame un Limón» (Mollo, Arnedo, Gil Solá, Gustavo Santaolalla)              | 3:57     |  |
| 9.    | «Paisano de Hurlingham»                                                     | 3:58     |  |
| 10.   | «Cristófolo Cacarnú»                                                        | 2:40     |  |
| 11.   | «Indio Dejá el Mezcal»                                                      | 4:12     |  |
| 12.   | «Huelga de Amores»                                                          | 1:53     |  |
| 13.   | «Tajo C» (Mollo, Arnedo, Gil Solá, Rubén Pais)                              | 2:47     |  |
| 14.   | «Pestaña de Camello»                                                        | 4:10     |  |
| 51:28 |                                                                             |          |  |

## Presentación
La gira para promocionar La era de la boludez comenzó el 9 de abril de 1993 y terminó el 29 de julio de 1995. Se realizaron un total de 41 shows. Es con este disco que la banda de Hurlingham llenó 13 veces el estadio Obras entre abril y diciembre de 1993.

## Créditos
Divididos
- Ricardo Mollo: Voz, guitarras eléctricas, guitarras acústicas, etc.
- Diego Arnedo: Bajo, coros, etc.
- Federico Gil Solá: Batería, percusión, etc.

Invitados
- Luis Conte: Percusión.
- Bruce Fowler: Trombón.
- Melissa Hasin: Chelo.
- Gustavo Santaolalla: Percusión, charango, tubos y coros.
- Aníbal Kerpel: Vibráfono y órgano Hammond.

### Permanencia
31 años después de su publicación el disco sigue teniendo vigencia y es recordado especialmente por los habitantes de la zona oeste de la provincia de Buenos Aires, donde surgió Divididos.